# Rudolf Burger (Philosoph)
Rudolf Burger (* 8. Dezember 1938 in Wien; † 19. April 2021 ebenda) war ein österreichischer Philosoph.

## Leben und Werk
Burger absolvierte ein Physik-Studium an der Technischen Universität Wien und war anschließend Assistent am Institut für angewandte Physik, wo er 1965 promovierte. Anschließend arbeitete er bis 1968 am Ludwig-Boltzmann-Institut für Festkörperphysik und wechselte dann ans Battelle-Institut nach Frankfurt/Main, wo er im Bereich der Forschungsplanung arbeitete. Ende der sechziger Jahre war Burger außerdem im Planungsstab des deutschen Wissenschaftsministeriums in Bonn tätig.
Von 1973 bis 1990 leitete Burger die Abteilung für sozial- und geisteswissenschaftliche Forschung im Wissenschaftsministerium in Wien. 1979 habilitierte sich Burger für Wissenschaftssoziologie. 1987 kam er als Professor an die Universität für angewandte Kunst Wien („Die Angewandte“), wo er 1991 Vorstand der Lehrkanzel für Philosophie wurde. Von 1995 bis 1999 war Burger Rektor der „Angewandten“. Mit Ende Sommersemester 2007 wurde er emeritiert.
Burger, der aus einem kommunistischen Elternhaus stammte und sich selbst als „materialistischen Skeptiker“ und „agnostischen Marxisten“ bezeichnete, war ein Intellektueller, der mehrmals mit Schriften zur politischen Situation landesweite Kontroversen auslöste. So etwa im Jahr 2000, als er in der Zeitschrift Merkur den Protest gegen die schwarz-blaue Koalition kritisierte und als „antifaschistischen Karneval“ bezeichnete; oder 2001, als er den Essay Die Irrtümer der Gedenkpolitik. Ein Plädoyer für das Vergessen in der Kulturzeitschrift Europäische Rundschau veröffentlichte. 1992 publizierte er im Wiener Nachrichtenmagazin profil einen Beitrag, in welchem er gegen die „kriegsgeile“ Haltung der österreichischen Außenpolitik im Balkankonflikt Stellung bezog. Er starb im April 2021 im Alter von 82 Jahren. Er wurde am Hernalser Friedhof bestattet. Doris Knecht schrieb über Burger: „Er war ein hochgewachsener, zeitlebens gutaussehender Mann, der mit Leidenschaft unpopuläre Theorien vertrat und viel und elegant rauchte.“

## Schriften
- Vermessungen. Essays zur Destruktion der Geschichte. Sonderzahl, Wien 1989, ISBN 3-85449-017-8.
- Vom Willen zum Erhabenen Druckfassung eines Vortrages an der Hochschule für angewandte Kunst, Wien, April 1992, FORVM 460-461.
- Kultur ist keine Kunst. Inauguraladresse, 9. November 1995. Hochschule für angewandte Kunst, Wien 1995, ISBN 3-85211-047-5.
- In der Zwischenzeit. Adnoten zu Politik und Philosophie. Springer, Wien und New York 1996, ISBN 3-211-82782-X.
- Ptolemäische Vermutungen. Aufzeichnungen über die Bahn der Sitten. Zu Klampen, Lüneburg 2001, ISBN 3-934920-06-3.
- Kleine Geschichte der Vergangenheit. Eine pyrrhonische Skizze der historischen Vernunft. Styria, Wien 2004, ISBN 3-222-13149-X.
- Re-Theologisierung der Politik? Wertedebatten und Mahnreden. Zu Klampen, Springe 2005, ISBN 3-934920-56-X.
- Im Namen der Geschichte. Vom Missbrauch der historischen Vernunft. Zu Klampen, Springe 2007, ISBN 978-3-86674-015-0.
- Jenseits der Linie. Ausgewählte philosophische Erzählungen. Sonderzahl-Verlag, Wien 2008, ISBN 978-3-85449-304-4.
- Das Elend des Kulturalismus. Antihumanistische Betrachtungen. Zu Klampen, Springe 2011, ISBN 978-3-86674-147-8.
- Der Triumph des Liberalismus. Ein Nachruf. In: Konrad Paul Liessmann (Hrsg.): Der Staat. Wie viel Herrschaft braucht der Mensch? Zsolnay, Wien 2011, ISBN 978-3-552-05530-8.
- Die Unzulänglichen. In: Tumult. Vierteljahresschrift für Konsensstörung, Winter 2015/16, S. 17–18, ISSN 2363-9911.
- Wozu Geschichte? Eine Warnung zur rechten Zeit. Molden, Wien 2018, ISBN 978-3-222-15027-2.
- Multikulturalismus, Migration und Flüchtlingskrise. Mit Beiträgen von Konrad Paul Liessmann und Peter Strasser. Hg. Bernhard Kraller, Sonderzahl-Verlag, Wien 2019, ISBN 978-3-85449-510-9.
- Die angewandte Kunst des Denkens. Von, für und gegen Rudolf Burger. Mit Bibliographie S. 307–380. Hg. Bernhard Kraller, Sonderzahl-Verlag, Wien 2019, ISBN 978-3-85449-509-3.
- Über Gott und die Welt und die Liebe. Gespräche und Interviews. Hg. Bernhard Kraller, Sonderzahl Verlag, Wien 2021, ISBN 978-3-85449-573-4.

## Auszeichnungen (Auswahl)
- 2000: Österreichischer Staatspreis für Kulturpublizistik

- 2021: Paul-Watzlawick-Ehrenring der Wiener Ärztekammer – Ehrenpreis für das Lebenswerk[7]